# Криквил ан Ож
Криквил ан Ож (фр. Cricqueville-en-Auge) насеље је и општина у северној Француској у региону Доња Нормандија, у департману Калвадос која припада префектури Лисје.
По подацима из 2011. године у општини је живело 186 становника, а густина насељености је износила 27,39 становника/km². Општина се простире на површини од 6,79 km². Налази се на средњој надморској висини од 20 метара (максималној 127 m, а минималној 3 m).

## Демографија
| 1962. | 1968. | 1975. | 1982. | 1990. | 1999. | 2007. | 2011. |
| ----- | ----- | ----- | ----- | ----- | ----- | ----- | ----- |
| 104   | 120   | 124   | 102   | 125   | 155   | 184   | 186   |

График промене броја становника у току последњих година